# Татимото, Мэгуми
Мэгуми Татимото (яп. 田知本 愛 Татимото Мэгуми, 27 января 1989, Имидзу, Япония) — японская дзюдоистка, серебряный и бронзовый призёр пяти чемпионатов мира (2008, 2010, 2013, 2014, 2015), многократная победительница национального первенства.
Выступает в весовой категории свыше 78 кг.